# Blåhuvad papegoja
Blåhuvad papegoja (Pionus menstruus) är en fågel i familjen västpapegojor inom ordningen papegojfåglar.

## Utseende och läte
Blåhuvad papegoja är en medelstor papegojfågel med kort avskuren stjärt. Kroppen är helgrön, huvudet blått och undre stjärttäckarna är röda. Könen är lika. Det skriande lätet stiger tydligt i tonhöjd och avges vanligen dubblerat eller i grupper om tre. 

## Utbredning och systematik
Blåhuvad papegoja delas in i tre underarter med följande utbredning:
- menstruus/rubrigularis-gruppen
  - Pionus menstruus rubrigularis – förekommer i tropiska platser från norra Costa Rica till västra Colombia och västra Ecuador.
  - Pionus menstruus menstruus – förekommer från östra Colombia till Guyanaregionen och Trinidad, samt norra Brasilien och Bolivia.
- Pionus menstruus reichenowi - förekommer vid kusten i nordöstra Brasilien (Alagoas till Espírito Santo)

Sedan 2014 urskiljer Birdlife International och naturvårdsunionen IUCN underarten reichenowi som den egna arten "blåbröstad papegoja". 

## Status
IUCN bedömer hotstatus för underartsgrupperna, eller arterna, var för sig, båda som livskraftiga.

## Bilder

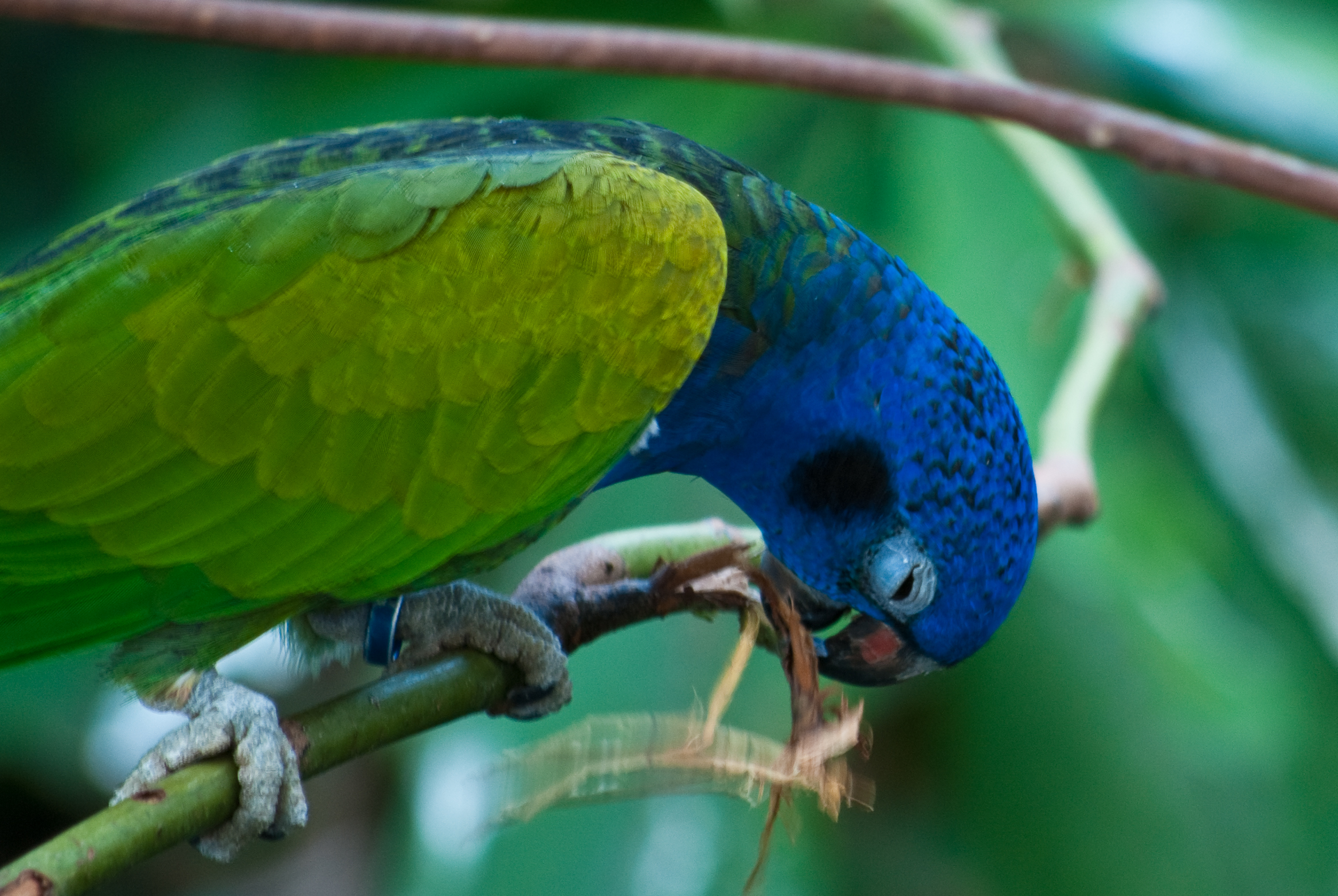
Blåhuvad papegoja i National Aquarium Baltimore, USA.
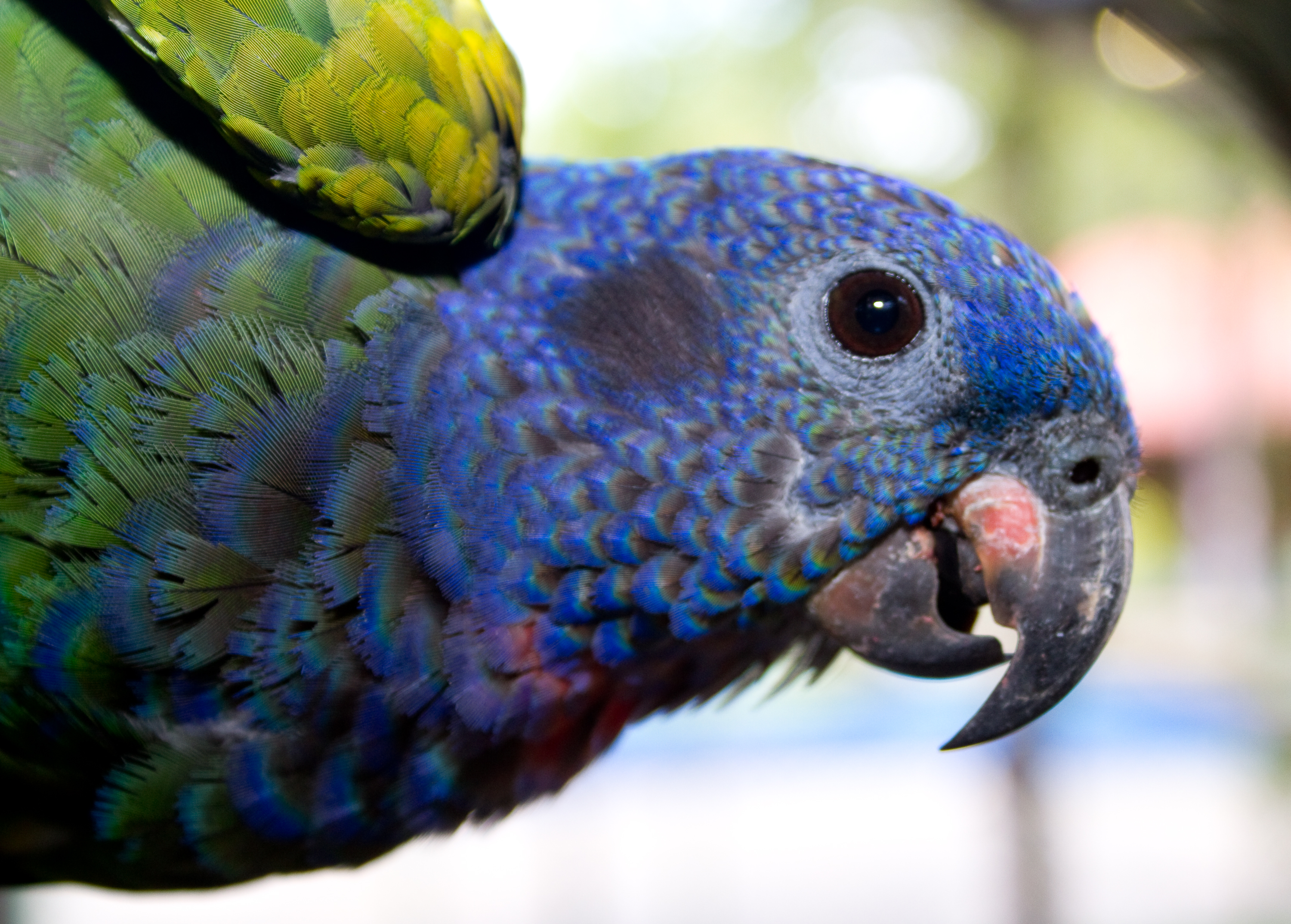
Blåhuvad papegoja i Panama.